# Madeleine Lucette Ryley
Madeleine Lucette Ryley, nacida Madeline Matilda Bradley (Londres, 26 de diciembre de 1858-Hampstead, 7 de febrero de 1934) fue una actriz y dramaturga británica conocida por sus obras de teatro en Londres y luego en Estados Unidos a fines del siglo XIX. Comenzó a escribir obras de teatro bajo el seudónimo de Noel Grant hasta que ganó fama como dramaturga. Escribió 27 obras de teatro y dirigió muchas de ellas ella misma, siendo las más conocidas Mice and Men, Christopher Jr y An American Citizen, algunas de las cuales fueron adaptadas al cine a principios del siglo XX. Fue defensora de los derechos de las mujeres y participó en el movimiento sufragista. Ryley rara vez escribía dramas sobre las sufragistas por temor a trivializar argumentos políticos complejos.

## Biografía
Ryley, con nombre al nacer Madeline Matilda Bradley, era hija de Alfred y Madeline Bradley y nació en St. Mary, Londres, siendo la mayor de seis hermanos. Adoptó el nombre artístico de Madeline Lucette al principio de su carrera. Probablemente conoció a su esposo, J. H. Ryley, estando de gira con la Comedy Opera Company de Richard D'Oyly Carte mientras actuaba en Congenial Souls en 1878. Continuaron de gira juntos durante varios años. En 1882, recortes de noticias de The Sorcerer, una ópera de Gilbert y Sullivan, anunciaron a Ryley por primera vez como la Sra. J. H. Ryley. Fue un shock para los amigos y vecinos de la pareja cuando se reveló que no estaban legalmente casados hasta 1890, después de que J. H. Ryley se divorció de su primera esposa, la actriz británica Marie Barnam.
La muerte de Ryley en Hampstead, Londres, en 1934 fue cubierta en los periódicos de Londres y Nueva York.

## Carrera profesional

### Carrera temprana

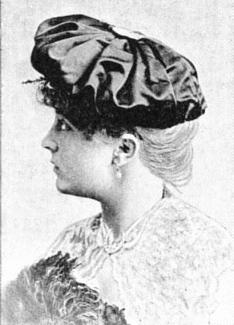
Madeleine Lucette Ryley (1889)

Ryley apareció por primera vez en el escenario a la edad de catorce años en Londres, interpretando a la Reina de las Hadas en una pantomima navideña anual. Actuó en compañías de ópera ligera, incluida la Carte’s Comedy Opera Company, con la que realizó una gira por las provincias británicas en 1878 en el coro de The Sorcerer y H.M.S. Pinafore, ambas protagonizadas por J. H. Ryley. Tuvo papeles en piezas cortas complementarias, Two Sharps and a Flat (Mrs. Minor) y las suyas propias Congenial Souls (Clara). Su debut estadounidense fue en Princess Toto de W.S. Gilbert y Frederic Clay en Boston, y su primera actuación en Nueva York fue en 1881 en Billee Taylor de Solomon y Stephens con la D'Oyly Carte Opera Company, como Susan, o en Reward of Virtue. En 1882, apareció en una producción de The Sorcerer en la Bijou Opera House en el papel de soubrette de Constance. Ryley recibió críticas muy favorables por su actuación. Cuando la estrella de la producción, Lillian Russell, enfermó, Ryley asumió el papel principal, Aline. Ryley también interpretó a Constance en el Casino Theatre en 1893. Ryley continuó actuando en óperas con éxito mixto antes de hacer la transición a obras no musicales en 1891, interpretando el papel de May Hoaford en The Power of the Press. Aunque el melodrama de Augustus Pitou y George H. Jessop no fue un éxito de crítica, la producción tuvo más de cincuenta actuaciones antes de salir de gira.
Gran parte de los primeros escritos de Ryley los hizo en secreto. Mientras todavía actuaba, Ryley también escribía cuentos, dibujaba bocetos para revistas y adquirió una experiencia de escritura no acreditada con McCaull Opera Company. Ryley declaró: «El coronel McCaul, descubriendo que yo era rápida escribiendo canciones y arreglando escenas, me contrató en lo que se denominaba 'trabajo de piratería', en el entendimiento de que mi nombre nunca aparecería. Explicó que se suponía que las mujeres no debían tener sentido del humor y que una canción de actualidad o la escena de un comediante de una mujer no serían toleradas». Ryley escribió su primera comedia, Lady Jemima, en 1890 en tan solo dos semanas. Minnie Maddern Fiske compró la pieza y finalmente la produjo.[cita requerida]
La carrera de Ryley como dramaturga profesional tuvo una emocionante despedida en 1894 con la producción original de Brooklyn de Christopher, Jr. Según Ryley, la obra necesitó «cinco semanas para escribirla y cinco años para colocarla». Christopher, Jr. es una obra cómica que mezcla personajes bien construidos, circunstancias ridículas y diálogos ingeniosos.[cita requerida] Este elenco original estaba protagonizado por John Drew, Jr. y Maude Adams. The Crítica declaró que, en general, «no se ha presentado aquí durante mucho tiempo una pequeña pieza tan alegre, y la diversión tiene el mérito conspicuo de ser completamente saludable».[cita requerida] Christopher Jr. corrió durante 64 funciones y continuó en el repertorio de Drew durante algún tiempo. A los estadounidenses Christopher Jr. les parecía una comedia desenfrenada, mientras que a los londinenses, cuando la obra se interpretó como Jedbury Junior, les pareció un drama doméstico. La obra logró un éxito comercial en ambos países.

### Obras y activismo

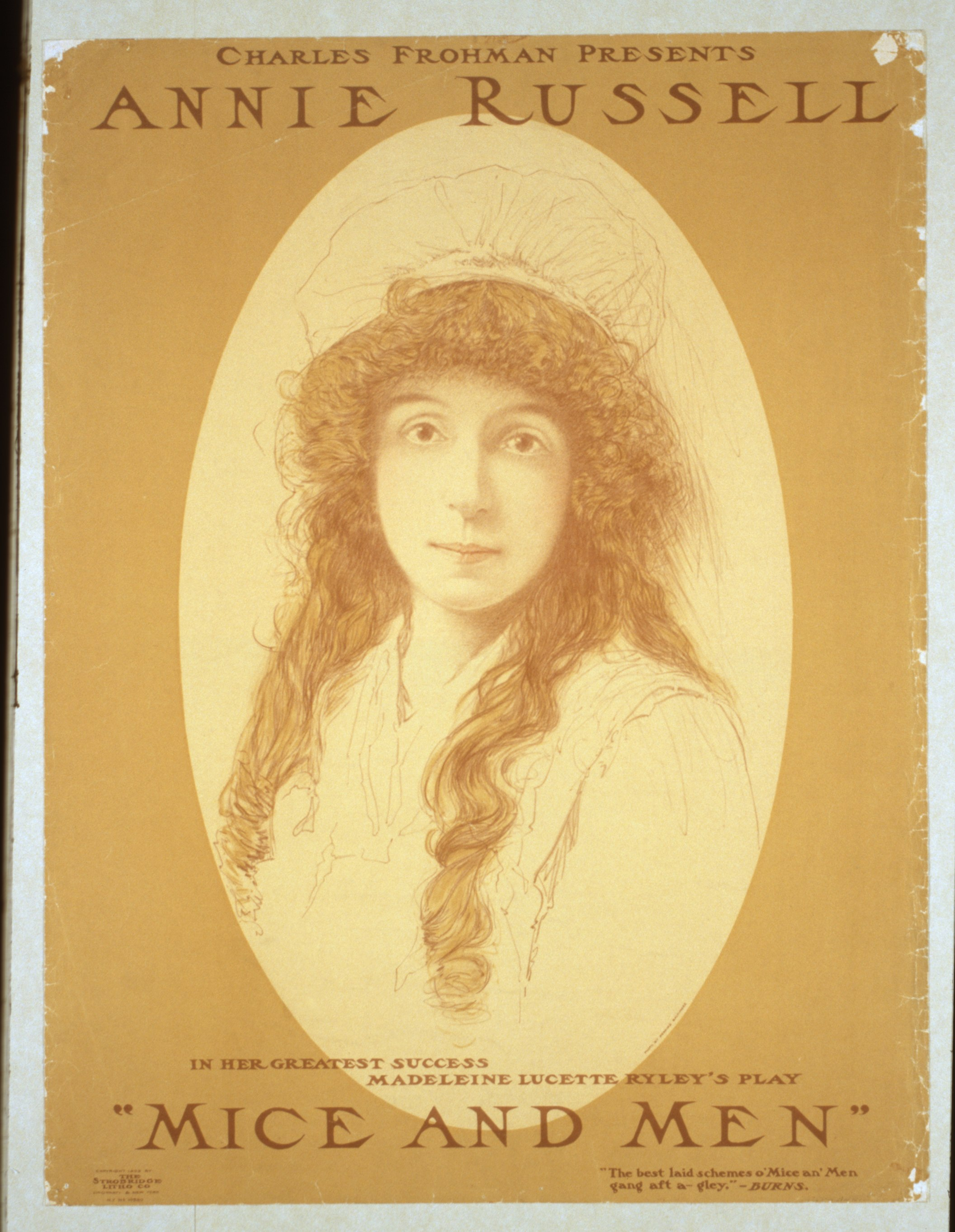
Póster para ratones y hombres en Broadway, protagonizada por Annie Russell (1903)

En 1902, Ryley estaba escribiendo y dirigiendo nuevas obras, mientras que las producciones de sus obras Mice and Men y Jedbury Junior estaban de giras y reposiciones, respectivamente. En 1907, Ryley había dejado de escribir obras de teatro o simplemente no encontró a nadie interesado en su trabajo posterior. Para entonces, había escrito 27 obras. The Boston Transcript describía sus obras y su posición en la profesión dramática de la siguiente manera: «Todas eran comedias limpias y sanas, y ganó muchos puntos con las mismas, ya que demostró, a diferencia de muchos de sus contemporáneos, que el público estadounidense podía entretenerse y divertirse con temas anglosajones y comedias ingeniosas tan fácilmente como los de origen latino con sus tramas salaces y sugestivos diálogos. De hecho, en lo que respecta a las dramaturgas, ahora tiene el campo casi exclusivamente para ella».
Aunque semiretirada, Ryley todavía actuaba ocasionalmente, incluso en una matiné benéfica de 1904 en el Garrick Theatre de Londres, donde interpretó a Ofelia en Rosencrantz y Guildenstern de WS Gilbert. Permaneció activa en la comunidad teatral hasta la década de 1920 y se fue una de las varias vicepresidentas de la Liga Sufragista de Actrices desde su formación en 1918 con la aprobación de la Ley de Sufragio Femenino, hablando regularmente de la liga en reuniones al aire libre.
Cuando se le preguntaba por qué las mujeres deberían tener derecho al voto, Ryley respondía: «Mirando esto desde el punto de vista del sentido común, creo que es necesario para el progreso de la humanidad, necesario como un medio para un fin. Las mujeres deben ser educadas sobre sus responsabilidades, y mientras se les niegue el voto, permanecerán sin educación. Mi punto de vista es impersonal y altruista». A pesar del trabajo de Ryley con el Woman Suffrage Movement, no escribió ningún drama sobre el sufragio. Ella creía que tales trabajos corrían el riesgo de trivializar argumentos políticos complejos.

## Obras
- Lady Jemima, three-act comedy (Producida fuera de Nueva York por Minnie Maddern) (1890)
- The Junior Partner, comedia en cuatro actos (1890)
- Valentine's Day, comedia en tres actos (1891)
- The Merchant of Pongee, musical inédito c. 1890s (Typescript, SA) (1891)
- The Basoche, American version of libretto, (Casino Theatre, 27 de febrero – 11 de marzo de 1893)
- The Promised Land, obra en cuatro actos  (1893)
- The Golden Calf, drama en cuatro actos (1894)
- Christopher, Jr. (Empire Theatre) (1895)
- As Jedbury Junior in London (Terry's Theatre y Globe Theatre) (1895)
- The Time of Strife, un acto (1895)
- The Mysterious Mr. Bugle (Lyceum Theatre y Strand Theatre, Londres en 1900)  (written 1897)
- A Coat of Many Colors (Wallack's Theatre)  (1897)
- An American Citizen (Knickerbocker Theatre, Duke of York's, Londres 1899, 1914 film)  (written 1897)
- The Voyagers (Grand Opera House) (1898)
- On and Off, adaptation of Alexandre Bisson's Controleur des Wagons-lits (Madison Square Theatre) (1898)
- Realism, one-act (Garric Theatre, London) (1900)
- My Lady Dainty (Madison Square Theatre) (1901)
- Richard Savage, basada en Dr. Johnson's Lives of the Poets (Lyceum Theatre) (1901)
- Mice and Men, que también se convirtió en una película (Theatre Royal, Manchester, Lyric Theatre, Londres, Garrick Theatre) (1901)
- The Grass Widow (Shaftsbury Theatre, London) (1902)
- An American Invasion (Bijou Theatre) (1902)
- The Altar of Friendship (Knickerbocker Theatre, New York, Criterion Theatre, London in 1903)
- The Lady Paramount (California Theatre, San Francisco) (1905)
- Mrs. Grundy (Scala Theatre, London) (1905)
- La belle Marseillaise, adaptación de P. Berton's The Great Conspiracy (Knickerbocker Theatre, Duke of York's, Londres en 1907)
- The Sugar Bowl (Queen's Theatre, Londres) (1907)[11]